# Seth Lakeman

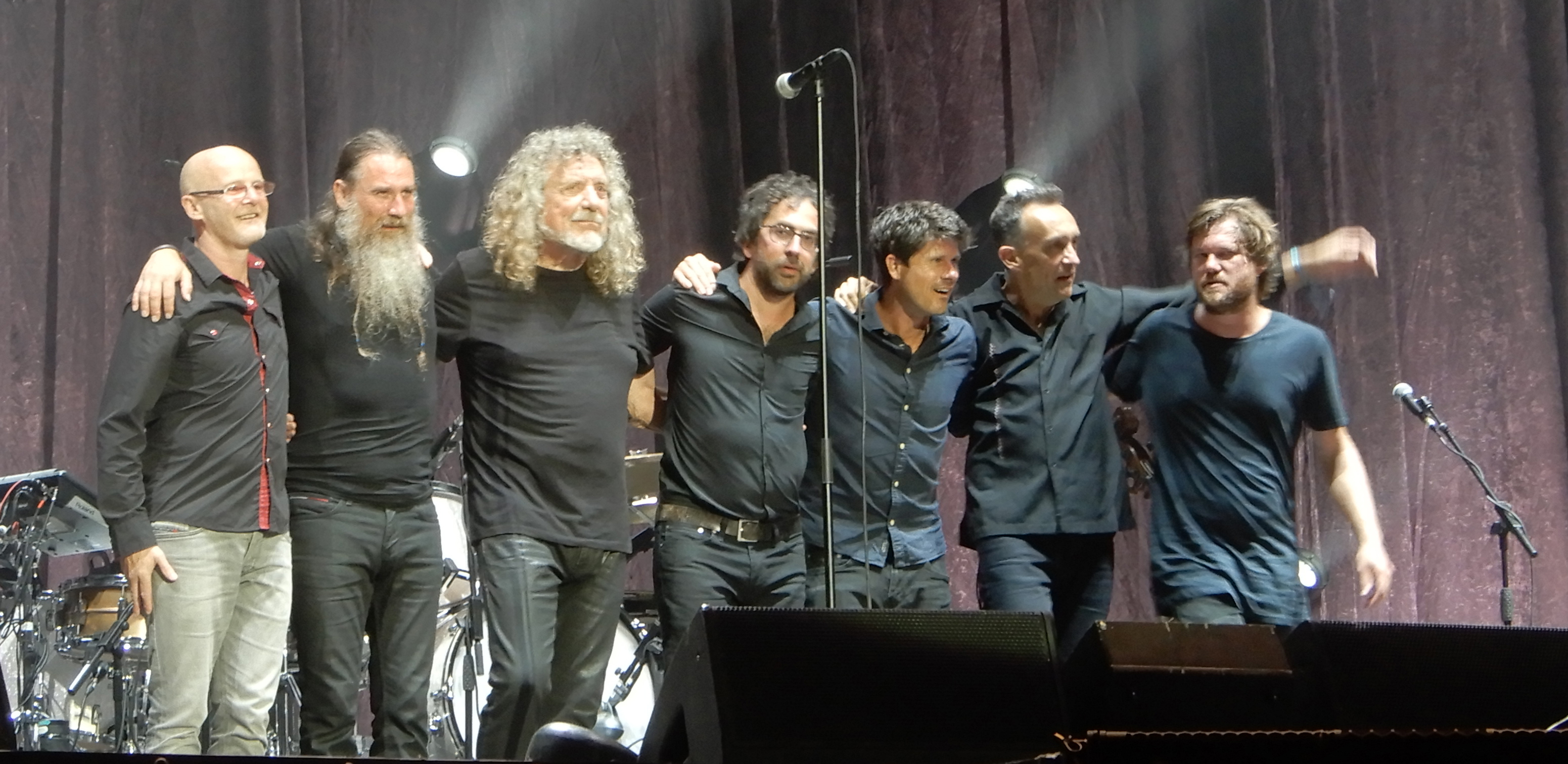
Seth Lakeman avec Robert Plant aux Vieilles Charrues en 2018.

Seth Bernard Lakeman (né le 26 mars 1977 à Buckland Monachorum) est un chanteur auteur-compositeur-interprète et multi-instrumentiste britannique. Il a été nommé pour le « Mercury Music Prize », l'équivalent en France du « Prix Constantin ». Ses compositions mêlent pop anglaise et musique celtique. Très peu connu en France, il connaît un certain succès en Angleterre depuis la parution de son album Poor Man's Heaven. En France, Seth ne s'est produit que deux fois, en 2007, en première partie de Tori Amos, et en 2009, au « Marché international de l'édition musicale » (MIDEM) de Cannes.

## Carrière

### The Lakeman Brothers
Seth Lakeman commence sa carrière musicale au sein du groupe The Lakeman Brothers, qu'il forme avec deux de ses frères, Sean et Sam.
Les Lakeman Brothers font paraître leur premier album « Three Piece Suite », très bien accueilli par la critique, en 1994. Le groupe est rejoint par la suite par deux choristes, Kathryn Roberts et Kate Rusby, pour une série de concerts au Portugal. Après la tournée, les deux choristes et les frères Lakeman fusionnent pour donner naissance à un nouveau groupe, Equation. Le groupe signe avec un petit label anglais, Time Warner, en 1995. Après trois albums (Return to Me en 1996, Hazy Daze en 1998, et The Lucky Few en 2000), et plusieurs tournées en Angleterre, en Europe et aux États-Unis, Seth Lakeman quitte Equation en 2001. Il retrouve son frère Sam ainsi que sa femme Cara Dillon et apparaît sur le premier album, éponyme, de cette dernière. L'album de Dillon remporte deux prix en 2002 aux BBC Radio 2 Folk Awards.

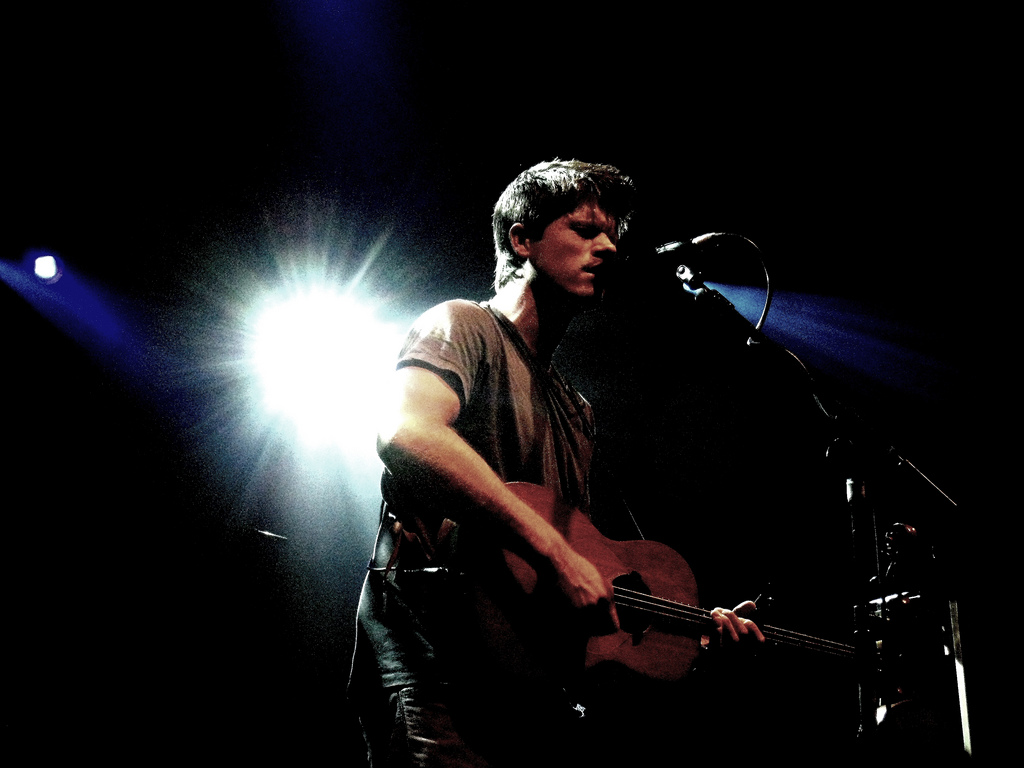
Seth Lakeman en concert au Larmer Tree en

### En solo
En 2002, Lakeman sort son premier album solo, The Punch Bowl, qui malgré son échec commercial, reçoit de larges critiques.
Kitty Jay, son deuxième album, enregistré pour moins de 300 livres, sort en 2004.
Après une tournée anglaise à guichets fermés, en 2006, Seth est nommé aux prestigieux Mercury Music Prize. Bien qu'il ne remporte pas de prix, cette cérémonie est l'occasion pour lui de repartir en tournée avec son groupe (son frère Sam à la guitare, Ben Nichols à la basse, Andy Tween à la batterie), pour une série de premières parties. Son passage à la célèbre émission de télévision Jools Holland permet à Seth de se faire connaître davantage...
En mars 2006, Lakeman commence une tournée, toujours en Angleterre, afin de promouvoir son nouvel album, Freedom Fields. Peu de temps après, il quitte son label iScream et signe sur une nouvelle major, Relentless Records, connue pour avoir produit notamment les albums de KT Tunstall. Son nouvel album met davantage l'accent sur la promotion de son nouvel album[incompréhensible]. Seth fait paraître en 2007 un EP de quatre titres : Poor's man Heaven EP, une façon de préparer la sortie de son album Poor Man's Heaven, un an plus tard. Entre-temps, Seth repart en tournée pour promouvoir ses nouvelles chansons. Il fait notamment les premières parties de Tori Amos pour la partie européenne de sa tournée American Doll Posse World Tour. 
Poor's man Heaven sort au Royaume-Uni en juin 2008. Ce quatrième album est un succès, puisqu'à sa sortie, l'album se classe 8e des charts anglais.

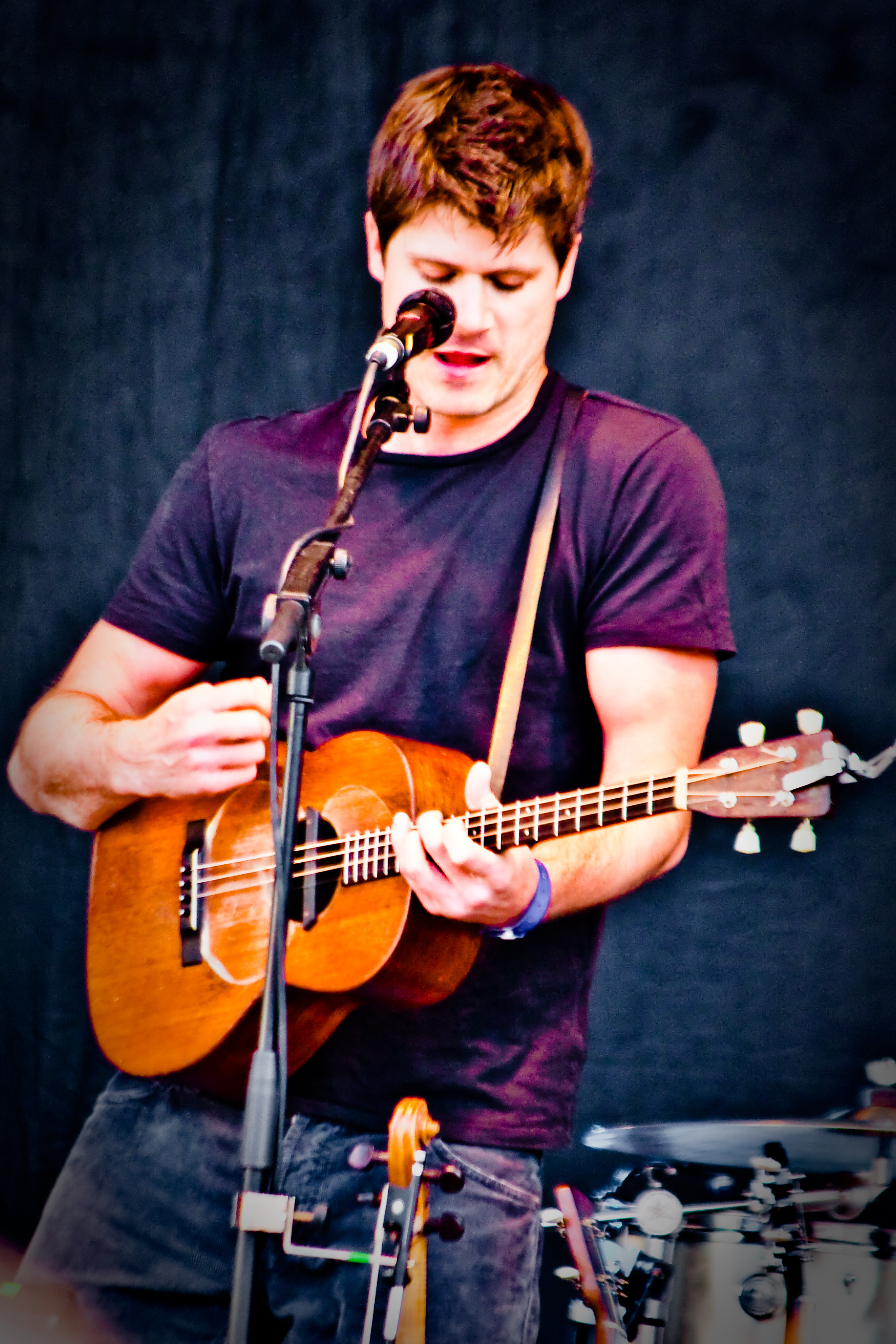
Seth Lakeman en concert, le 25 avril 2009

Après des mois de tournées, Seth annonce la sortie d'un DVD : Live at the Minack, enregistré en Cornouailles. Il contient l'intégralité du concert qui reprend des chansons de tous ces albums ainsi qu'une inédite, Hearts & Minds, qui figure sur son nouvel album éponyme, dont la sortie est prévue pour le printemps 2010.

## Discographie

### Albums et EP
| Titre                                  | Type  | Date de parution | Remarques                                                               |
| -------------------------------------- | ----- | ---------------- | ----------------------------------------------------------------------- |
| au sein du groupe The Lakeman Brothers |       |                  |                                                                         |
| Three Piece Suite                      | Album | 1994             |                                                                         |
| au sein du groupe Equation             |       |                  |                                                                         |
| Return to Me                           | Album | 1995–1996        | Enregistré en 1995/1996, la sortie est mise en parenthèse jusqu'en 2003 |
| Hazy Daze                              | Album | 1998             |                                                                         |
| The Lucky Few                          | Album | 1999             |                                                                         |
| The Dark Ages E.P.                     | E.P.  | 2001             | en tant que « guest »                                                   |
| First Name Terms                       | Album | 2002             | en tant que « guest »                                                   |

| Titre             | Type  | Date de parution | Remarques                          |
| ----------------- | ----- | ---------------- | ---------------------------------- |
| en solo           |       |                  |                                    |
| The Punch Bowl    | Album | 2002             |                                    |
| Kitty Jay         | Album | 2004             | UK chart position: 100.            |
| Freedom Fields    | Album | 2006             | UK chart position (2006-08-27) 32. |
| Poor Man's Heaven | EP    | Octobre 2007     |                                    |
| Poor Man's Heaven | Album | Juin 2007        | UK chart position (2008-07-06): 8  |
| Hearts And Minds  | Album | 2010             |                                    |

### Singles
| Titre                              | Date de parution | Format                       | Single issu de l'album |
| ---------------------------------- | ---------------- | ---------------------------- | ---------------------- |
| The Bold Knight                    | 2005             | CD Single                    | Kitty Jay              |
| Lady Of the Sea (Hear her Calling) | Août 2006        | CD Single & 7' Single        | Freedom Fields         |
| The White Hare                     | Octobre 2006     | Double Cd Single & 7' Single | Freedom Fields         |
| King & Country                     | Février 2007     | 7' Single                    | Freedom Fields         |
| The Hurlers / Sound Of A Drum      | Juin 2008        | 7' Single (Edition limitée)  | Poor Man's Heaven      |
| Crimson Dawn                       | Juillet 2008     | Numérique                    | Poor Man's Heaven      |
| Solomon Browne                     | Octobre 2008     | Numérique                    | Poor Man's Heaven      |
| Tiny World                         | 2010             |                              | Hearts and Minds       |

### EP sous forme numérique
| Titre                             | Date de parution | Remarques                                                                       |
| --------------------------------- | ---------------- | ------------------------------------------------------------------------------- |
| Live EP                           | janvier 2007     |                                                                                 |
| Poor man's heaven live EP         | avril 2008       | EP gratuit à télécharger (sur une période limitée) sur le site officiel de Seth |
| iTunes Live : London Festival '08 | juillet 2008     |                                                                                 |

### DVD
| Titre              | Type | Date de parution | Remarques |
| ------------------ | ---- | ---------------- | --------- |
| Live at the Minack | DVD  | décembre 2009    |           |